# Dziesma par laimi
Dziesma par laimi) – utwór łotewskiego zespołu muzycznego Fomins & Kleins, napisany przez Tomassa Kleinsa i Guntarsa Račsa, nagrany oraz wydany w 2004 roku, umieszczony na drugim albumie studyjnym grupy, zatytułowanym Dzimis Latvijā.
Utwór reprezentował Łotwę podczas 49. Konkursu Piosenki Eurowizji w 2004 roku, wygrywając pod koniec lutego finał krajowych eliminacji Eurodziesma 2004, do których został zakwalifikowany jako jedna z dziesięciu piosenek spośród 69 propozycji nadesłanych do siedziby łotewskiego nadawcy (LTV). Piosenka otrzymała w finale selekcji łącznie 41 297 głosów od telewidzów. 12 maja zespół wystąpił w półfinale widowiska i zajął w nim ostatecznie siedemnaste miejsce, nie kwalifikując się tym samym do finału.
Po wygraniu finału krajowych selekcji utwór został nieco przearanżowany, a także nagrany w celach promocyjnych w dziewięciu wersjach językowych: w języku polskim („Piosenka o szczęściu”), angielskim („Blue Skies Will Come”), estońskim („Laul mulle alati truu”), litewskim („Laimes daina”), rosyjskim („Piesnia pro sczastje”), ukraińskim („Pisnia nadij”), fińskim („Laulu onnesta”), niderlandzkim („Aap uit de mouw”) i łotewsko-białoruskim („Piesnia pra szczascie”).

## Lista utworów
CD Single
1. „Dziesma par laimi” (Original Version) – 3:03
2. „Laul mulle alati truu” (Estonian Version) – 3:03
3. „Laimes daina” (Lithuanian Version) – 3:03
4. „Piosenka o szczęściu” (Polish Version) – 3:03
5. „Piesnia pro sczastje” (Russian Version) – 3:03
6. „Pisnia nadij” (Ukrainian Version) – 3:03
7. „Laulu onnesta” (Finish Version) – 3:03
8. „Aap uit de mouw” (Dutch Version) – 3:03
9. „Piesnia pra szczascie” (Belarussian Version) – 3:03